# 나의 소리
"나의 소리"는 2014년에 제작한 대한민국의 영화이다.

## 캐스팅
- 김혜준
- 이주림
- 양경철
- 임영수
- 송기우